# Nephodia fumivena
Nephodia fumivena är en fjärilsart som beskrevs av Paul Dognin 1914. Nephodia fumivena ingår i släktet Nephodia och familjen mätare. Inga underarter finns listade i Catalogue of Life.